# Adrien Dipanda

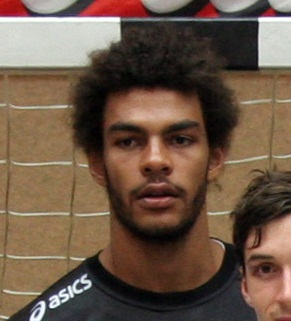
Adrien Dipanda beim Schlecker Cup 2010

Adrien Dipanda (* 3. Mai 1988 in Dijon) ist ein ehemaliger Handballspieler aus Frankreich.
Der 2,02 Meter große rechte Rückraumspieler stand anfangs bei Montpellier HB unter Vertrag, wo er viermal Französischer Meister wurde. Er wechselte zur Saison 2011/12 zu Ademar León. Im Sommer 2012 schloss er sich dem französischen Erstligisten Saint-Raphaël Var Handball an. Nach der Saison 2023/24 beendete er seine Karriere.
Für die französische Nationalmannschaft stand Adrien Dipanda im erweiterten Aufgebot für die Weltmeisterschaft 2011. Mit Frankreich gewann er die Silbermedaille bei den Mittelmeerspielen 2009. Bei den Olympischen Spielen 2016 in Rio de Janeiro gewann er die Silbermedaille. 2017 gewann er mit Frankreich die Weltmeisterschaft. Bei der WM 2019 gewann er die Bronzemedaille. Dipanda bestritt 77 Länderspiele, in denen er 91 Treffer erzielte.

## Erfolge
mit Montpellier HB
- Französischer Meister 2008, 2009, 2010, 2011
- Französischer Pokalsieger 2008, 2009, 2010
- Französischer Ligapokalsieger 2007, 2008, 2010, 2011
- Französischer Supercup 2010, 2011